# Saint-Gourson
Saint-Gourson est une commune du Sud-Ouest de la France, située dans le département de la Charente (région Nouvelle-Aquitaine).
Ses habitants sont les Saint-Goursonnais et les Saint-Goursonnaises.

## Géographie

### Localisation et accès
La commune de Saint-Gourson (1 009 ha) est située dans une région vallonnée et boisée du Nord-Charente, à 13 km au sud-est de Ruffec et 36 km au nord d'Angoulême.
Le bourg de Saint-Gourson est aussi à 6 km au sud de Nanteuil-en-Vallée, 8 km au sud-ouest de Champagne-Mouton, 13 km au nord-ouest de Saint-Claud, 14 km au nord-est de Mansle et 28 km à l'ouest de Confolens.
À l'écart des grandes routes, la commune est traversée par la D 76, D 102 et D 177 qui se croisent au bourg.

### Hameaux et lieux-dits
La commune compte trois principaux hameaux : les Augers à l'ouest, Chez Maillou à l'est, Chez Cognet au nord, ainsi que des fermes.

### Communes limitrophes
|         | Nanteuil-en-Vallée       |                                 |
| Poursac | Saint-Gourson            | Chassiecq                       |
| Couture | Saint-Sulpice -de-Ruffec | Beaulieu-sur-Sonnette, Ventouse |

### Géologie et relief
Le calcaire du Jurassique présent en profondeur est assez ancien (Bajocien et Bathonien) et fortement altéré. On le retrouve en surface sur les coteaux de la Tiarde et surtout ceux de Domezac.
Les sols argilo-siliceux du Cénozoïque dominent le plateau calcaire karstique,, et expliquent sans doute la forte proportion de forêts dont les plus grandes sont la Madeleine et la Brande, car peu propices à la culture.
Le relief de la commune est celui d'un plateau d'une altitude moyenne de 120 m creusé par deux vallées de direction nord-sud. Le point culminant est à une altitude de 161 m, situé à l'extrémité sud-est (borne IGN). Le point le plus bas est à 89 m, situé sur la limite sud-ouest (vallon de Domezac). Le bourg, construit dans la vallée de la Tiarde, est à 115 m d'altitude.

### Hydrographie

#### Réseau hydrographique
La commune est située dans le bassin versant de la Charente au sein du Bassin Adour-Garonne. Elle est drainée par la Tiarde et par un petit cours d'eau, qui constituent un réseau hydrographique de 3 km de longueur totale,.
La commune est arrosée par le ruisseau de la Tiarde qui prend sa source au lavoir du bourg et qui se jette dans le Son-Sonnette, affluent de la Charente, à Mouton.
La Font Pinaud est située le long de la Tiarde en limite sud de la commune.
Au nord-est du bourg, la Tiarde est prolongée en amont par un ruisseau souvent à sec, qui prend sa source en dessous du village de chez Mailloux. 
À l'ouest, le vallon de Domezac est également parcouru par un ruisseau intermittent naissant au pied des Augers et du château de Domezac, et qui s'infiltre dans un gouffre juste après la fontaine de la Côte après un parcours de moins d'un kilomètre.

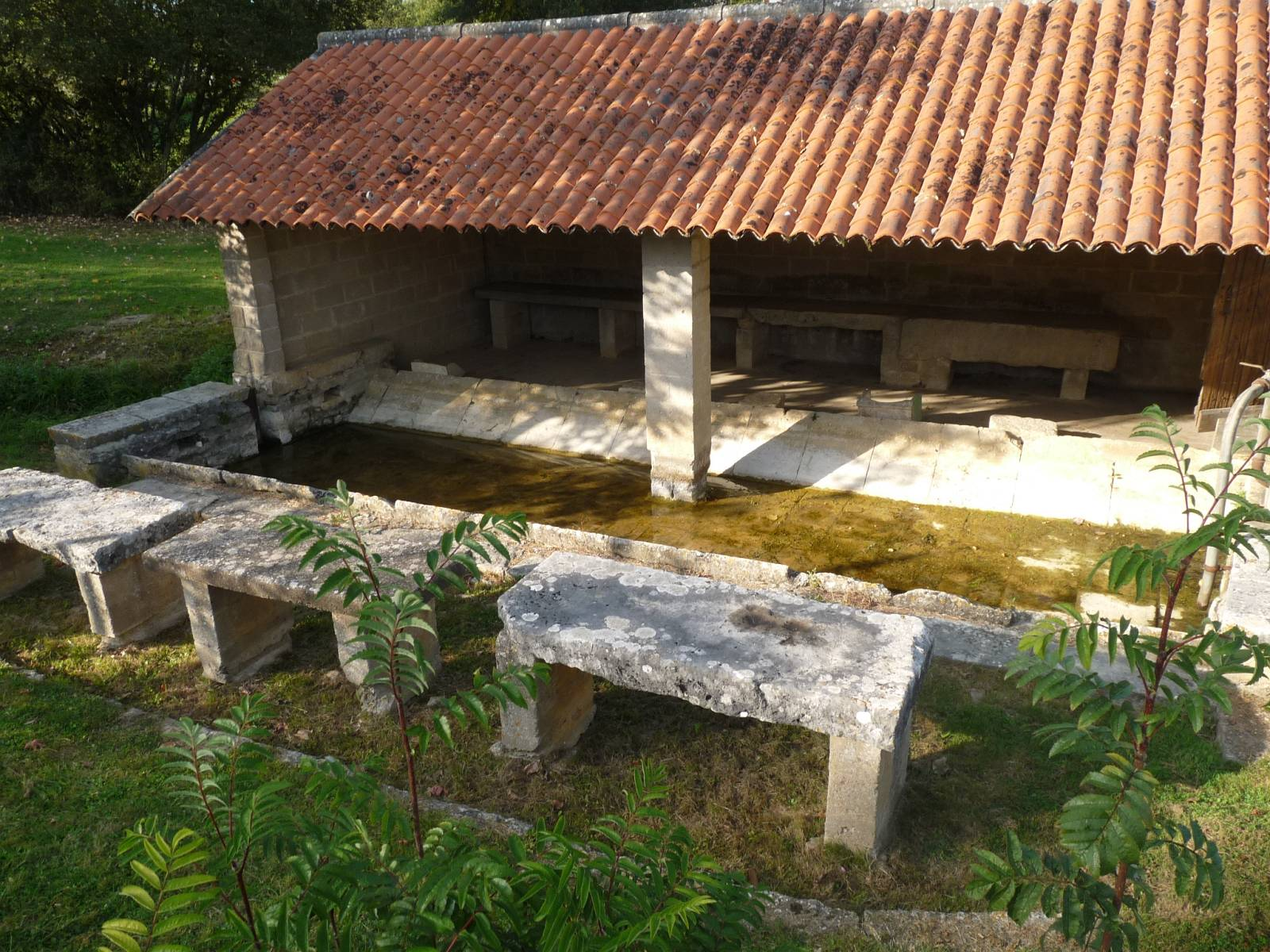
La Tiarde et le lavoir, au bourg.
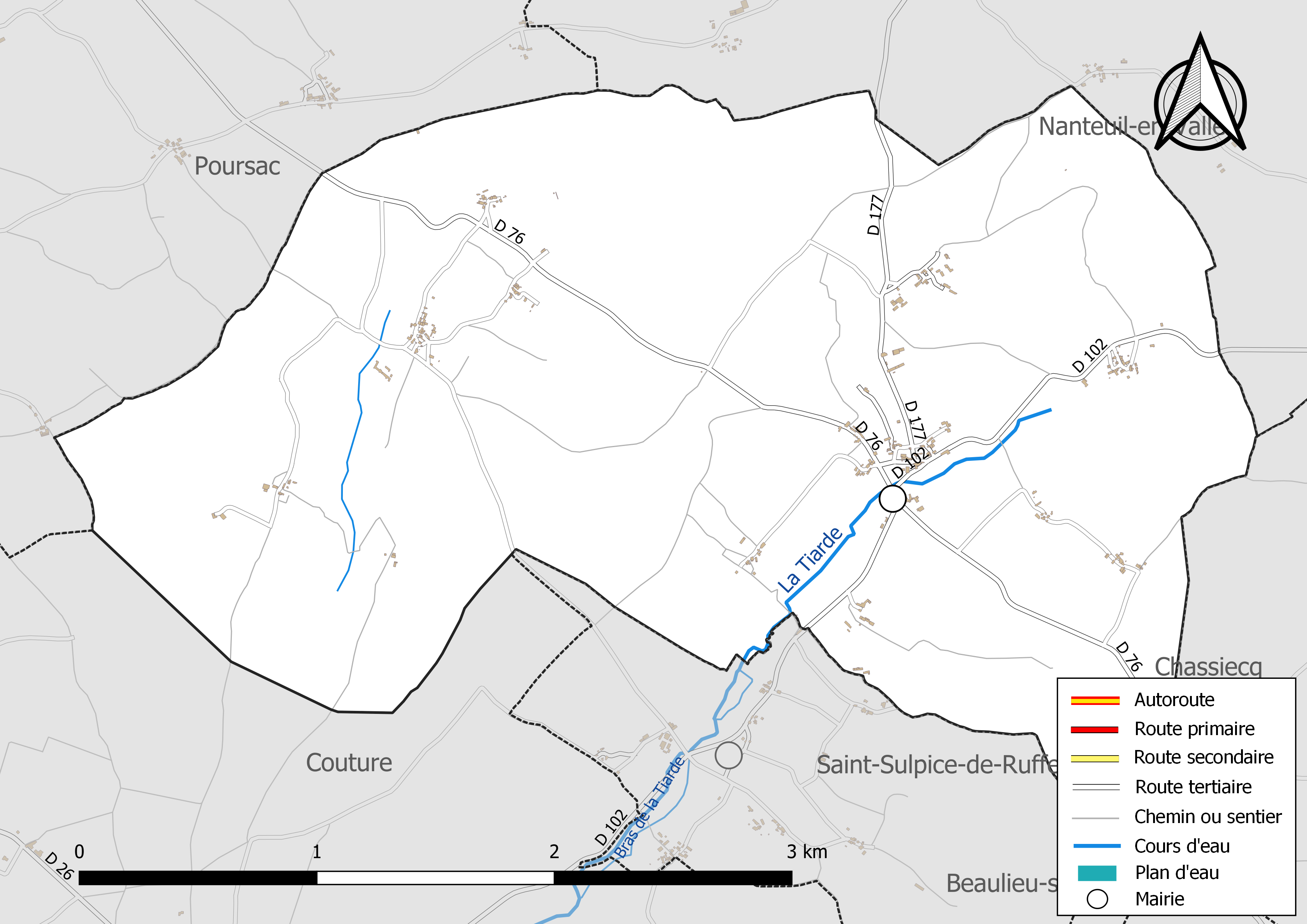
Réseaux hydrographique et routier de Saint-Gourson

#### Gestion des eaux
Le territoire communal est couvert par le schéma d'aménagement et de gestion des eaux (SAGE) « Charente ». Ce document de planification, dont le territoire correspond au bassin de la Charente, d'une superficie de 9 300 km2, a été approuvé le 19 novembre 2019. La structure porteuse de l'élaboration et de la mise en œuvre est l'établissement public territorial de bassin Charente. Il définit sur son territoire les objectifs généraux d’utilisation, de mise en valeur et de protection quantitative et qualitative des ressources en eau superficielle et souterraine, en respect des objectifs de qualité définis dans le troisième SDAGE  du Bassin Adour-Garonne qui couvre la période 2022-2027, approuvé le 10 mars 2022.

### Climat
Comme dans une grande partie du département, le climat est océanique aquitain, légèrement dégradé au nord du département.

### Végétation
La forêt occupe 45 % du territoire communal.
Les boisements de ces « terres rouges » glaiseuses sont dominés par le chêne pédonculé et surtout le châtaignier, essence reine exploitée en taillis.
Les assolements n'ont cessé d'évoluer depuis les années 1980 avec l'abandon progressif de l'activité d'élevage au profit de mises en culture malgré l'acidité et la lourdeur des terres.

## Urbanisme

### Typologie
Au 1er janvier 2024, Saint-Gourson est catégorisée commune rurale à habitat très dispersé, selon la nouvelle grille communale de densité à 7 niveaux définie par l'Insee en 2022.
Elle est située hors unité urbaine et hors attraction des villes,.

### Occupation des sols
L'occupation des sols de la commune, telle qu'elle ressort de la base de données européenne d’occupation biophysique des sols Corine Land Cover (CLC), est marquée par l'importance des territoires agricoles (58,9 % en 2018), une proportion sensiblement équivalente à celle de 1990 (58,5 %). La répartition détaillée en 2018 est la suivante : 
forêts (41,1 %), zones agricoles hétérogènes (29 %), terres arables (25,2 %), prairies (4,7 %). L'évolution de l’occupation des sols de la commune et de ses infrastructures peut être observée sur les différentes représentations cartographiques du territoire : la carte de Cassini (XVIIIe siècle), la carte d'état-major (1820-1866) et les cartes ou photos aériennes de l'IGN pour la période actuelle (1950 à aujourd'hui).

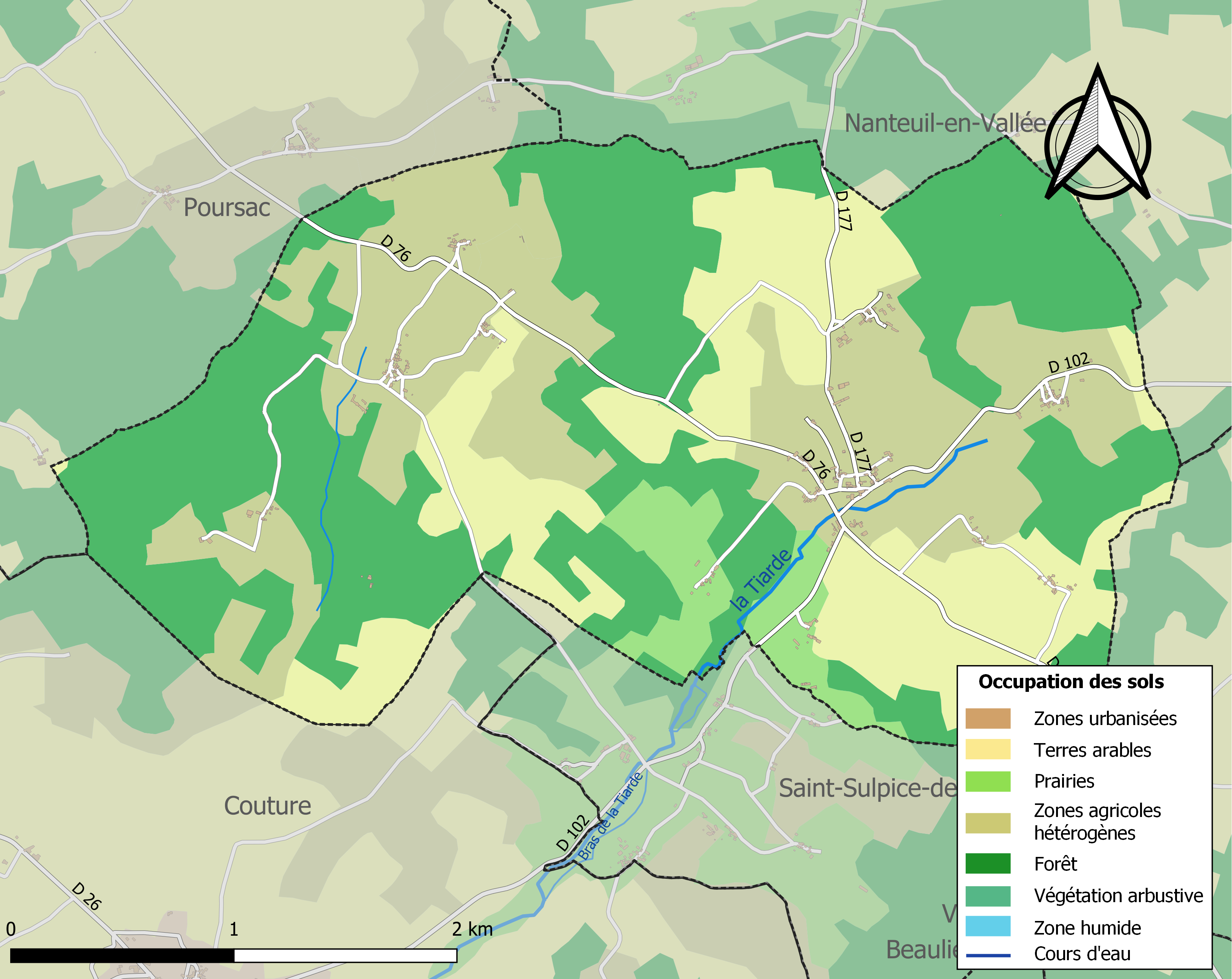
Carte des infrastructures et de l'occupation des sols de la commune en 2018 (CLC).

### Risques majeurs
Le territoire de la commune de Saint-Gourson est vulnérable à différents aléas naturels : météorologiques (tempête, orage, neige, grand froid, canicule ou sécheresse) et séisme (sismicité modérée). Un site publié par le BRGM permet d'évaluer simplement et rapidement les risques d'un bien localisé soit par son adresse soit par le numéro de sa parcelle.

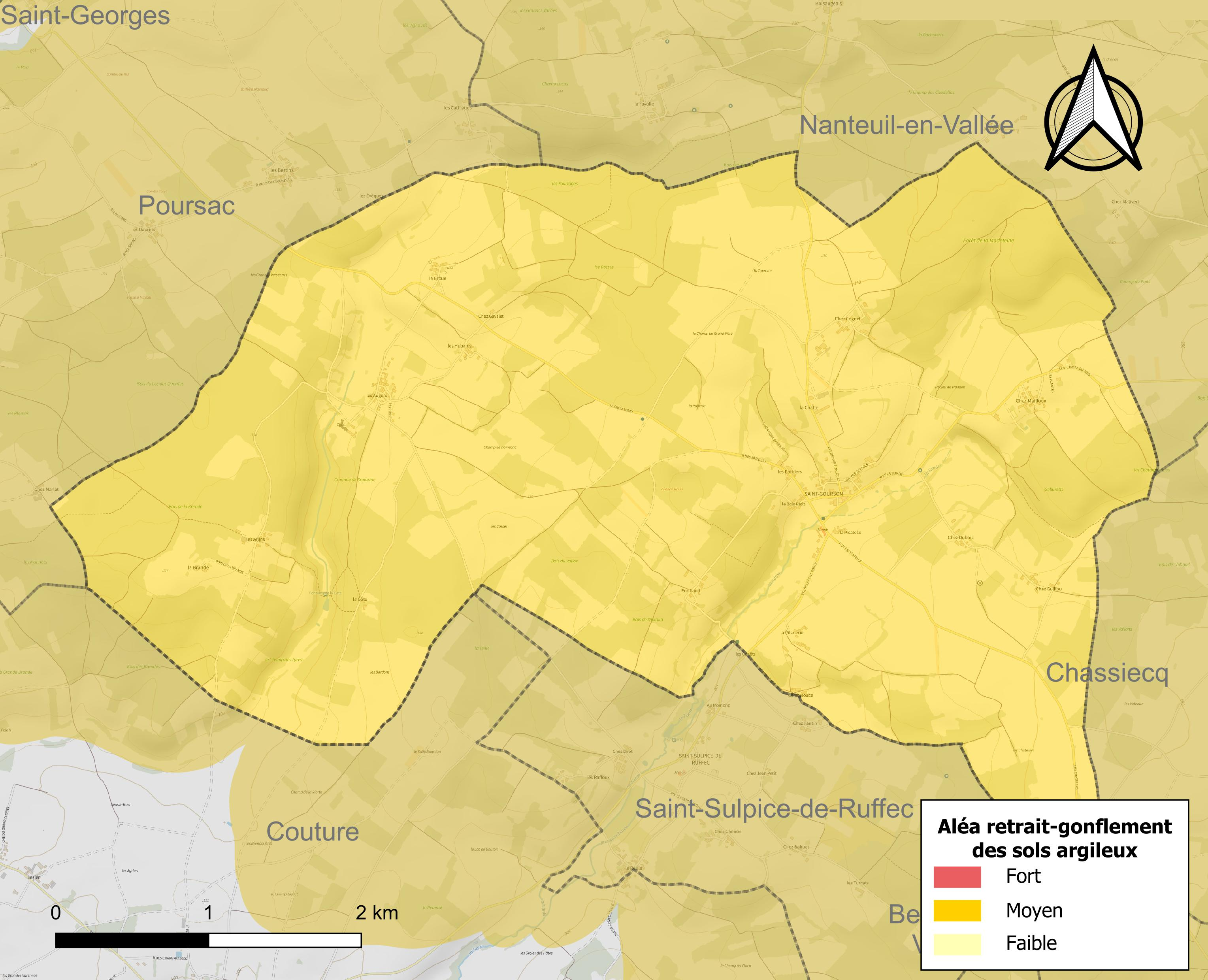
Carte des zones d'aléa retrait-gonflement des sols argileux de Saint-Gourson.

Le retrait-gonflement des sols argileux est susceptible d'engendrer des dommages importants aux bâtiments en cas d’alternance de périodes de sécheresse et de pluie. La totalité de la commune est en aléa moyen ou fort (67,4 % au niveau départemental et 48,5 % au niveau national). Sur les 134 bâtiments dénombrés sur la commune en 2019,  134 sont en aléa moyen ou fort, soit 100 %, à comparer aux 81 % au niveau départemental et 54 % au niveau national. Une cartographie de l'exposition du territoire national au retrait gonflement des sols argileux est disponible sur le site du BRGM,.
Par ailleurs, afin de mieux appréhender le risque d’affaissement de terrain, l'inventaire national des cavités souterraines permet de localiser celles situées sur la commune.
La commune a été reconnue en état de catastrophe naturelle au titre des dommages causés par les inondations et coulées de boue survenues en 1982, 1983 et 1999. Concernant les mouvements de terrains, la commune a été reconnue en état de catastrophe naturelle au titre des dommages causés par des mouvements de terrain en 1999.

## Toponymie
Les formes anciennes sont Sergonson, Sergonsonio, Sargossonium, Sargonson, Sargorson. Ces formes persistent jusqu'à la fin du XVIe siècle. Parallèlement, à partir de la fin du XIVe siècle, on trouve la forme latinisée Sancto Gorsonio.
L'origine du nom de Saint-Gourson remonterait à un nom de personne gallo-romain d'origine celtique Serguntius auquel est apposé le suffixe -onem. Le nom a été transformé en saint imaginaire au Moyen Âge,.

## Histoire
La terre de Saint-Gourson était la possession de la famille Desmiers de Chenon, vieille famille noble de l'Angoumois, dont le château de Domezac datant des XVIe et XVIIe siècles est la résidence depuis des siècles. Un de ses membres, Alexandre, fut compagnon d'armes du roi Henri III de Navarre alors qu'il était protestant. Lors de la conversion du roi au catholicisme et de son accession au trône de France en tant qu'Henri IV, Alexandre Desmiers préféra se retirer dans ses terres.
Au Moyen Âge et sous l'Ancien Régime, la paroisse dépendait du comté et du diocèse d'Angoulême, bien que limitrophe de la province du Poitou et du diocèse de Poitiers (canton de Champagne-Mouton).
Au début du XXe siècle, une des principales ressources de la commune était encore la fabrication du charbon de bois à partir des nombreux bois de châtaigniers couvrant la commune.

## Administration

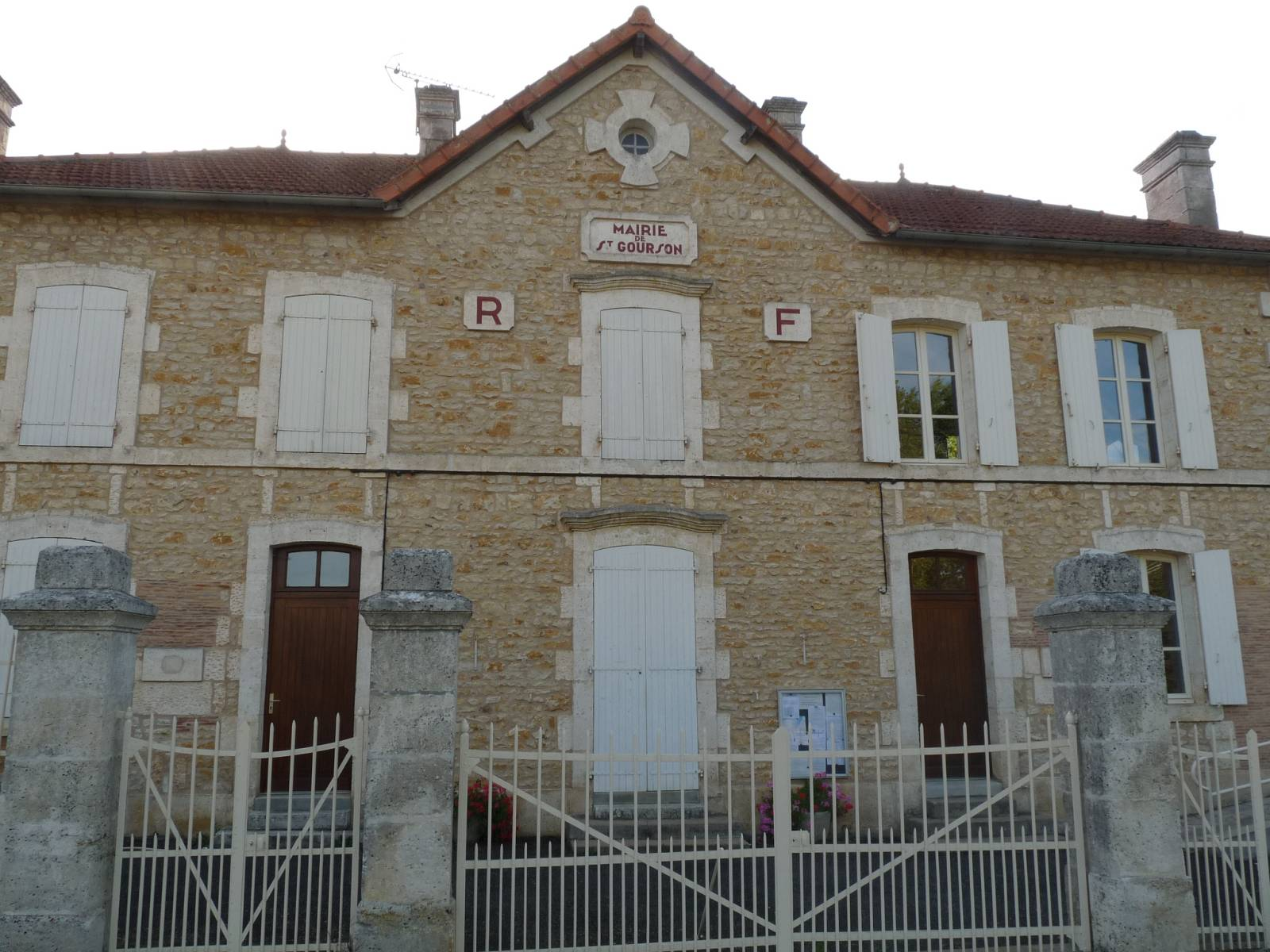
La mairie.

| Période                                  | Période  | Identité      | Étiquette | Qualité              |
| ---------------------------------------- | -------- | ------------- | --------- | -------------------- |
| Les données manquantes sont à compléter. |          |               |           |                      |
| 2001                                     | 2022     | Guy Rivalland | SE        | Retraité de la Poste |
| mars 2023                                | En cours | James Martin  | SE        |                      |

## Démographie

### Évolution démographique
L'évolution du nombre d'habitants est connue à travers les recensements de la population effectués dans la commune depuis 1793. Pour les communes de moins de 10 000 habitants, une enquête de recensement portant sur toute la population est réalisée tous les cinq ans, les populations de référence des années intermédiaires étant quant à elles estimées par interpolation ou extrapolation. Pour la commune, le premier recensement exhaustif entrant dans le cadre du nouveau dispositif a été réalisé en 2005.

En 2022, la commune comptait 131 habitants, en évolution de −5,76 % par rapport à 2016 (Charente : −0,48 %, France hors Mayotte : +2,11 %).
| 1793 | 1800 | 1806 | 1821 | 1831 | 1841 | 1846 | 1851 | 1856 |
| ---- | ---- | ---- | ---- | ---- | ---- | ---- | ---- | ---- |
| 539  | 423  | 502  | 486  | 562  | 630  | 649  | 603  | 536  |

| 1861 | 1866 | 1872 | 1876 | 1881 | 1886 | 1891 | 1896 | 1901 |
| ---- | ---- | ---- | ---- | ---- | ---- | ---- | ---- | ---- |
| 545  | 525  | 522  | 529  | 542  | 521  | 481  | 462  | 449  |

| 1906 | 1911 | 1921 | 1926 | 1931 | 1936 | 1946 | 1954 | 1962 |
| ---- | ---- | ---- | ---- | ---- | ---- | ---- | ---- | ---- |
| 443  | 430  | 406  | 391  | 366  | 352  | 321  | 325  | 262  |

| 1968 | 1975 | 1982 | 1990 | 1999 | 2005 | 2006 | 2010 | 2015 |
| ---- | ---- | ---- | ---- | ---- | ---- | ---- | ---- | ---- |
| 232  | 170  | 179  | 147  | 136  | 129  | 128  | 142  | 139  |

| 2020 | 2022 | - | - | - | - | - | - | - |
| ---- | ---- | - | - | - | - | - | - | - |
| 128  | 131  | - | - | - | - | - | - | - |

### Pyramide des âges
La population de la commune est relativement âgée.
En 2018, le taux de personnes d'un âge inférieur à 30 ans s'élève à 17,2 %, soit en dessous de la moyenne départementale (30,2 %). À l'inverse, le taux de personnes d'âge supérieur à 60 ans est de 56,2 % la même année, alors qu'il est de 32,3 % au niveau départemental.
En 2018, la commune comptait 77 hommes pour 60 femmes, soit un taux de 56,2 % d'hommes, largement supérieur au taux départemental (48,41 %).
Les pyramides des âges de la commune et du département s'établissent comme suit.
| Hommes | Classe d’âge | Femmes |
| ------ | ------------ | ------ |
| 0,0    | 90 ou +      | 1,8    |
| 6,9    | 75-89 ans    | 14,3   |
| 50,0   | 60-74 ans    | 39,3   |
| 13,9   | 45-59 ans    | 16,1   |
| 11,1   | 30-44 ans    | 12,5   |
| 8,3    | 15-29 ans    | 7,1    |
| 9,7    | 0-14 ans     | 8,9    |

| Hommes | Classe d’âge | Femmes |
| ------ | ------------ | ------ |
| 1      | 90 ou +      | 2,7    |
| 9,2    | 75-89 ans    | 12     |
| 20,6   | 60-74 ans    | 21,3   |
| 20,7   | 45-59 ans    | 20,3   |
| 16,8   | 30-44 ans    | 16     |
| 15,6   | 15-29 ans    | 13,4   |
| 16,1   | 0-14 ans     | 14,3   |

## Lieux et monuments

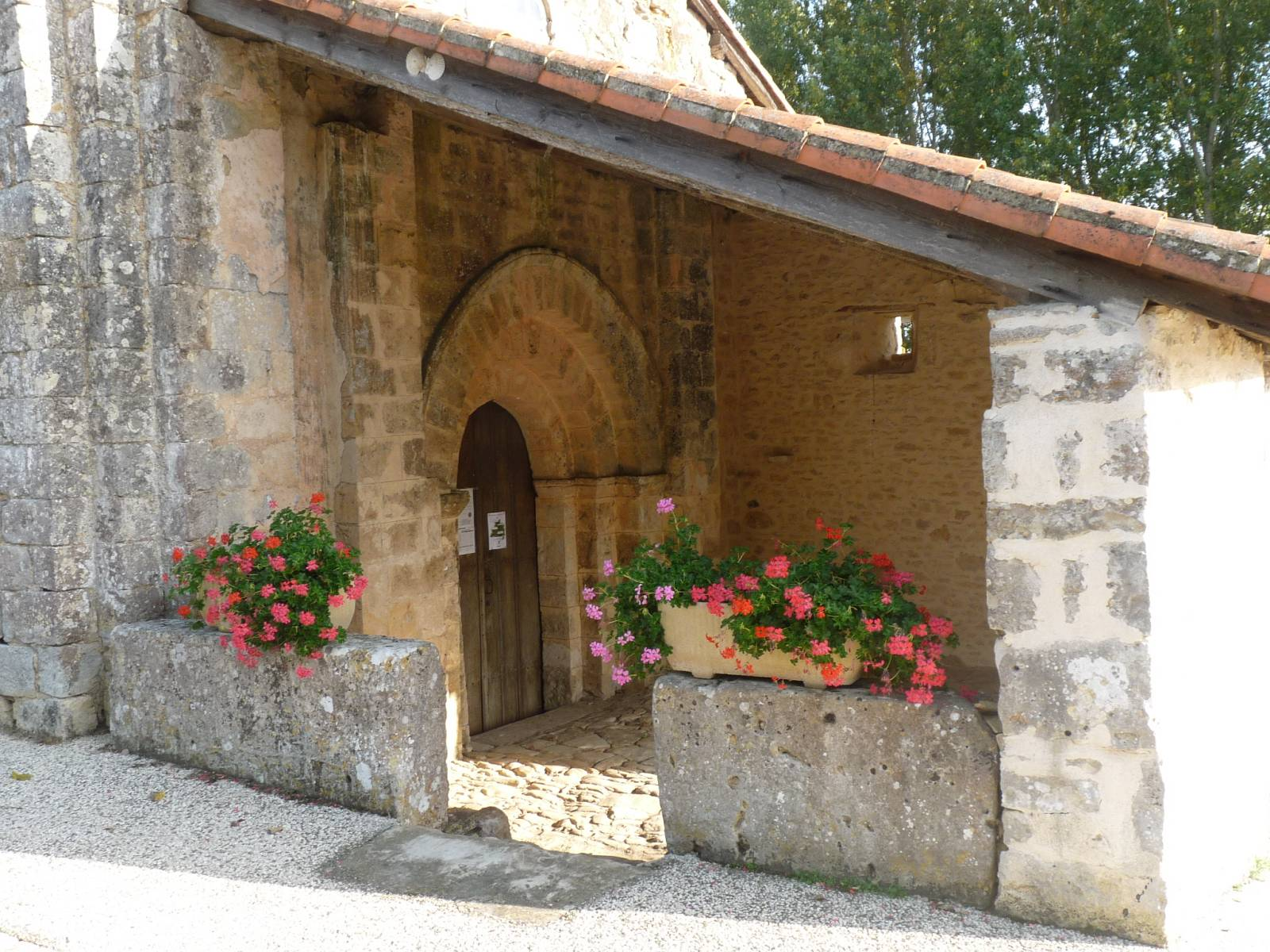
L'entrée de l'église.

- L'église paroissiale Saint-Pierre contient une chaire en pierre sculptée du XIVe siècle, classée monument historique au titre objet depuis 1933[31].
- Situé dans l'ouest de la commune et dominant un vallon boisé, le château de Domezac est une élégante demeure des XVIe et XVIIe siècles qui appartient depuis longtemps à la famille Desmiers de Chenon, ancienne famille de l'Angoumois. Les tours sont du XVIe siècle[32].

## Personnalités liées à la commune
- Eugène Bonnin de La Bonninière de Beaumont (1778-1848), chef militaire chouan et officier français, mort à Saint-Gourson le 20 avril 1848 au château de Domezac.